# 윌리엄 골딩
윌리엄 골딩 기사(Sir William Gerald Golding, CBE, 1911년 9월 11일~1993년 6월 19일)은 영국의 소설가이자 시인이다. 교사로 근무하던 중 제2차 세계대전이 발발하자 영국 해군에 입대하여 복무하면서 발커렌 작전(Operation Infatuate) 및 노르망디 상륙 작전 등에 참전하였다. 그는 이 시기에 참혹한 전장의 모습을 보고 인간의 본성에 대한 깊은 회의를 느끼게 되었다.
그의 소설 작품 《파리대왕》(Lord of the Flies 1954)은 1983년 노벨 문학상을 받았으며, 소설 《성인 의식》(Rites of Passage)으로 1980년에 문학 부문 부커상을 받았다. 《성인 의식》은 그의 '땅 끝까지' 3부작 중 첫 번째 작품이었다. 

## 서훈
- 1966년 대영 제국 훈장 3등급(CBE)
- 1988년 Knight Bachelor(기사작위)